# RPS24
RPS24 (англ. Ribosomal protein S24) – білок, який кодується однойменним геном, розташованим у людей на короткому плечі 10-ї хромосоми. Довжина поліпептидного ланцюга білка становить 133 амінокислот, а молекулярна маса — 15 423.
| 10         |  | 20         |  | 30         |  | 40         |  | 50         |
| ---------- |  | ---------- |  | ---------- |  | ---------- |  | ---------- |
| MNDTVTIRTR |  | KFMTNRLLQR |  | KQMVIDVLHP |  | GKATVPKTEI |  | REKLAKMYKT |
| TPDVIFVFGF |  | RTHFGGGKTT |  | GFGMIYDSLD |  | YAKKNEPKHR |  | LARHGLYEKK |
| KTSRKQRKER |  | KNRMKKVRGT |  | AKANVGAGKK |  | PKE        |  |            |

A: Аланін

D: Аспарагінова кислота

E: Глутамінова кислота

F: Фенілаланін

G: Гліцин

H: Гістидин

I: Ізолейцин

K: Лізин

L: Лейцин

M: Метіонін

N: Аспарагін

P: Пролін

Q: Глутамін

R: Аргінін

S: Серин

T: Треонін

V: Валін

Кодований геном білок за функціями належить до рибонуклеопротеїнів, рибосомних білків, фосфопротеїнів. Задіяний у таких біологічних процесах, як ацетилювання, альтернативний сплайсинг. 